# Parafia Dobrego Pasterza w Górkach Śląskich
Parafia Dobrego Pasterza w Górkach Śląskich – parafia rzymskokatolicka, znajdująca się w diecezji gliwickiej, w dekanacie Kuźnia Raciborska.

## Duszpasterze
W parafii posługiwali księża:
- ks. Gotfryd Fesser - proboszcz w latach 1984–2010
- ks. Maciej Górka – proboszcz od 2010 roku

## Historia
Pierwsze starania o budowę kościoła miały miejsce w latach 20. XX wieku, gdy mieszkańcy wsi zostali przyłączeni do parafii Matki Boskiej Różańcowej w Nędzy. Ostatecznie nie wzniesiono nowej świątyni, jednak rozbudowano tę w Nędzy.
W latach 50. XX wieku ponownie podjęto próbę utworzenia kościoła, co również się nie powiodło.
W 1978 roku wojewoda katowicki wyraził zgodę na budowę kościoła, rok później biskup Antoni Adamiuk poświęcił plac pod świątynię. 5 listopada 1979 roku naczelnik Gminy Nędza wydał pozwolenie na budowę, po tygodniu ruszyły prace budowlane. 16 listopada 1979 roku biskup Alfons Nossol poświęcił kamień węgielny.
4 września 1983 roku biskup Jan Wieczorek konsekrował świątynię.
W 1984 roku w Górkach Śląskich erygowano samodzielną parafię.